# Peugeot Typ 20
Der Peugeot Typ 20 ist ein frühes Automodell des französischen Automobilherstellers Peugeot, von dem von 1897 bis 1900 im Werk Audincourt 14 Exemplare produziert wurden.
Die Fahrzeuge besaßen einen Zweizylinder-Viertaktmotor eigener Fertigung, der im Heck liegend angeordnet war und über Kette die Hinterräder antrieb. Der Motor leistete zwischen 6 und 8 PS.
Bei einem Radstand von 165 cm betrug die Fahrzeuglänge 270 cm und die Fahrzeughöhe 225 cm. Die Karosserieform Omnibus bot Platz für acht Personen.